# Nicky Featherstone
Nicky Lee Featherstone (* 22. September 1988 in Goole) ist ein englischer Fußballspieler auf der Position des Stürmers. Featherstone spielt zurzeit bei Hereford United in der Football League Two.
Featherstone  spielte in seiner Jugend für Hull City und durchlief dort sämtliche Jugendmannschaften. In den Verein stieg er im Alter von acht Jahren ein und wurde 2006 in den Profi Kader der „Tigers“ berufen. Am 30. Dezember 2006 gegen den FC Barnsley feierte er sein Profidebüt, als er für die letzten Minuten eingewechselt wurde. Im September 2007 verlängerte Featherstone seinen Vertrag vorzeitig bis 2010. Dies wurde möglich, da im alten Vertrag eine Klausel existierte, die besagte, dass er ab fünf Einsätzen einen neuen Vertrag angeboten bekommt. In der Saison 2008/09 blieben seine Einsätze primär auf die Reservemannschaft beschränkt und Featherstone sammelte lediglich in zwei Pokalpartien Erfahrungen in der A-Mannschaft.
In den Jahren 2009 und 2010 wurde er zweimal an Grimsby Town und einmal an Hereford United ausgeliehen.
Im Anschluss an seine Leihe in Hereford wechselte er im Januar 2011 zu dem englischen Viertligisten.